# Christoph Kilian
Christoph Kilian (* 6. April 1951) ist ein früherer deutscher Profigolfer und heutiger Golflehrer.

## Leben
Der gelernte Bürokaufmann erhielt von 1982 bis 1984 eine Ausbildung zum Golflehrer im St. Eurach Land- und Golfclub. Nach dem Abschluss zahlreicher Seminare und Kurse machte er 2002 seinen Masterprofessional der PGA of Germany mit der Arbeit Optimierung der physischen Voraussetzungen im Golf.
Kilian nahm an drei Mannschaftseuropameisterschaften teil.
Nach dem Beenden seines Vertrags mit dem „Golfclub Landshut e.V.“ wird er 2015 als Golflehrer auf dem Golfplatz Stenz in Bernbeuren genannt.

## Erfolge
- 1981 Internationaler Österreichischer Meister
- 1986 Nationaler Offener Deutscher Vizemeister hinter Bernhard Langer[2]